# Allra trognaste konung
Allra trognaste konung (eller allra trognaste majestät), lat. Rex fidelissimus, fr. Sa majesté très fidèle, en titel, som 1748 av påven Benedikt XIV gavs åt kung Johan V av Portugal och som de portugisiska kungarna sedan bar.